# ATP Nizza 1976
L'ATP Nizza 1976 fu un torneo di tennis giocato sulla terra rossa, la 5ª edizione del torneo, facente parte del Commercial Union Assurance Grand Prix 1976. Si giocò a Nizza dal 5 al 12 aprile 1976.

## Campioni

### Singolare maschile
Corrado Barazzutti ha battuto in finale  Jan Kodeš con il punteggio di 6–2, 2–6, 5–7, 7–6, 8–6

### Doppio maschile
Patrice Dominguez /  François Jauffret hanno battuto in finale  Wojciech Fibak /  Karl Meiler con il punteggio di 6–4, 3–6, 6–3